# Audi Q3
Audi Q3 — кроссовер от немецкого автопроизводителя премиум-класса Audi. Технически, агрегатная база Audi Q3 представляет собой объединение «Golf»-платформы PQ35 и более растянутой платформы PQ46, на которой построен, к примеру, Volkswagen Passat или Skoda Superb. Благодаря такой комбинации удалось достичь практически идеальной развесовки по осям — 58:42.
Силовые 2,0-литровые бензиновые агрегаты (EA888 gen 2 — 170 и 211-сильные) и дизельные двигатели (140- и 177-сильные) оснащаются полноприводной трансмиссией Quattro на базе муфты Haldex 4-го поколения (с осени 2014 года 5-го поколения). Распределение крутящего момента соответствует 95:5 с возможностью перераспределения до 50:50. С 2013 года базовая версия Q3 с 1,4-литровым 150-сильным бензиновым двигателем имеет передний привод. Дизельные 2,0-литровые двигатели устанавливались и на переднеприводную версию кроссовера до 2013 года.
Помимо механической коробки, автомобиль комплектуется 7-ступенчатой роботизированной коробкой передач s-tronic (DQ500, способной выдержать момент до 600 Н·м).
- Вид спереди
- Вид сзади

В 2014 году был проведен рестайлинг модели. В результате которого автомобиль получил обновлённый дизайн переднего бампера с решёткой радиатора, а также новый задний бампер. В новую головную оптику теперь интегрированы противотуманные фары. Задние диодные фонари также получили новый дизайн (на RS-версии указатели поворота стали динамичными). Сменилось и поколение бензиновых 1,4- и 2,0-литровых агрегатов. Новый 1,4-литровый двигатель мощностью 150 л. с. может отключать два цилиндра для экономии топлива. Новый 2,0-литровый двигатель (EA888 gen 3) имеет две модификации — 180 л. с. и 220 л. с. Изменены и настройки роботизированной коробки, появились новые опции, выполнены ряд других настроек и изменений. Курсовую устойчивость теперь можно отключить полностью. 
- Обновленная Audi Q3 — вид спереди
- Обновленная Audi Q3 — вид сзади

## Audi RS Q3
В апреле 2012 года компания показала первые фотографии заряженной версии кроссовера, названной Audi RS Q3. Чуть позже, на автосалоне в Пекине, модель была представлена общественности. По данным Audi, кроссовер имеет 2,5-литровый мотор с турбонаддувом, выдающий 360 л. с., достигает максимальной скорости в 265 км/ч и за 5,2 секунды разгоняется до 100 км/ч.
Компания запустила модель в производство в 2013 г. На российском рынке Audi RS Q3 доступна для заказа с сентября 2013 года. Мощность серийной модели была снижена до 310 л. с., максимальная скорость ограничена электроникой на уровне 250 км/ч, разгон до 100 км/ч занимает, по данным производителя, 5,5 секунды (по независимым измерениям — около 5,0—5,2 секунды).
В 2015 году был произведен рестайлинг и RS Q3. Теперь двигатель выдает 340 лошадиных сил и момент в 450 Н·м и способен разогнать автомобиль до 100 км/ч всего за 4,8 секунды.
- RS Q3 2013
- RS Q3 2013 (вид сзади)
- RS Q3 2015 рестайлинг
- Интерьер 2015

## Безопасность
Автомобиль прошел тест Euro NCAP в 2011 году:
| Euro NCAP                                                | Euro NCAP | Euro NCAP | Euro NCAP             |
| -------------------------------------------------------- | --------- | --------- | --------------------- |
| · общий рейтинг                                          |           |           |                       |
| 94%                                                      | 85%       | 52%       | 86%                   |
| взрослый пассажир                                        | ребёнок   | пешеход   | активная безопасность |
| Протестированная модель: Audi Q3, 2,0 дизель, LHD (2011) |           |           |                       |

## Технические данные
|                                   | 1.4 TFSI                                   | 1.4 TFSI COD                               | 2.0 TFSI                                   | 2.0 TFSI                                   | 2.0 TFSI1                       | 2.0 TFSI                       | 2.0 TFSI                       | 2.5 TFSI (RS Q3)               | 2.5 TFSI (RS Q3)               |
| --------------------------------- | ------------------------------------------ | ------------------------------------------ | ------------------------------------------ | ------------------------------------------ | ------------------------------- | ------------------------------ | ------------------------------ | ------------------------------ | ------------------------------ |
| Период установки:                 | 09/2013-11/2014                            | с 11/2014                                  | 06/2011-11/2014                            | с 12/2014                                  | с 2014                          | 06/2011-11/2014                | с 11/2014                      | 08/2013-11/2014                | с 01/2015                      |
| Код двигателя:                    | CHPB                                       | CZDA / CZEA                                | CCZC                                       | CULB                                       | CCTA                            | Cл. с.A                        | CULC                           | CTSA                           | CZGA                           |
| Тип двигателя:                    | Серийный тип, прямой впрыск                | Серийный тип, прямой впрыск                | Серийный тип, прямой впрыск                | Серийный тип, прямой впрыск                | Серийный тип, прямой впрыск     | Серийный тип, прямой впрыск    | Серийный тип, прямой впрыск    | Серийный тип, прямой впрыск    | Серийный тип, прямой впрыск    |
| Тип наддува:                      | Турбокомпрессор                            | Турбокомпрессор                            | Турбокомпрессор                            | Турбокомпрессор                            | Турбокомпрессор                 | Турбокомпрессор                | Турбокомпрессор                | Турбокомпрессор                | Турбокомпрессор                |
| Цилиндры/Клапаны:                 | 4/16                                       | 4/16                                       | 4/16                                       | 4/16                                       | 4/16                            | 4/16                           | 4/16                           | 5/20                           | 5/20                           |
| Объем двигателя:                  | 1395 см³                                   | 1395 см³                                   | 1984 см³                                   | 1984 см³                                   | 1984 см³                        | 1984 см³                       | 1984 см³                       | 2480 см³                       | 2480 см³                       |
| Максимальная мощность:            | 110 кВт (150 л. с.)/5000-6000              | 110 кВт (150 л. с.)/5000-6000              | 125 кВт (170 л. с.) / 4300-6200            | 132 кВт (180 л. с.) / 4000-6200            | 147 кВт (200 л. с.) / 5100-6000 | 155 кВт (211 л. с.) /5000-6200 | 162 кВт (220 л. с.) /4500-6200 | 228 кВт (310 л. с.) /5200-6700 | 250 кВт (340 л. с.) /5300-6700 |
| Максимальный крутящий момент:     | 250 Нм/1500-3500                           | 250 Нм/1500-3500                           | 280 Нм / 1700-4200                         | 320 Нм / 1400-3900                         | 280 Нм / 1700-5000              | 300 Нм / 1800-4900             | 350 Нм / 1500-4400             | 420 Нм / 1500-5200             | 450 Нм / 1600-5300             |
| Тип привода, стандартно:          | передний привод                            | передний привод                            | полный привод                              | передний привод                            | передний привод                 | полный привод                  | полный привод                  | полный привод                  | полный привод                  |
| Тип привода, опционально:         | —                                          | —                                          | —                                          | полный привод                              | полный привод                   | —                              | —                              | —                              | —                              |
| Тип трансмиссии, стандартно:      | 6-ступенчатая механическая коробка передач | 6-ступенчатая механическая коробка передач | 6-ступенчатая механическая коробка передач | 6-ступенчатая механическая коробка передач | 6-ступенчатая Tiptronic         | 7-ступенчатая S Tronic         | 7-ступенчатая S Tronic         | 7-ступенчатая S Tronic         | 7-ступенчатая S Tronic         |
| Тип трансмиссии, опционально:     | 6-ступенчатая S Tronic                     | 6-ступенчатая S Tronic                     | 7-ступенчатая S Tronic                     | 7-ступенчатая S Tronic                     | —                               | —                              | —                              | —                              | —                              |
| Масса:                            | 1460-1480 кг                               | 1460-1480 кг                               | 1585-1630 кг                               | 1495-1615 кг                               | 1585-1670 кг                    | 1640 кг                        | 1640 кг                        | 1730 кг                        | 1730 кг                        |
| Грузоподъемность:                 | 600 кг                                     | 600 кг                                     | 600 кг                                     | 600 кг                                     | —                               | 600 кг                         | 600 кг                         | 560 кг                         | 560 кг                         |
| Масса прицепа:                    | 1800 кг                                    | 1800 кг                                    | 1800-2000 кг                               | 1800-2000 кг                               | —                               | 2000 кг                        | 2000 кг                        | 1900 кг                        | 1900 кг                        |
| Время разгона, 0-100 км/ч:        | 8,9-9,2 с                                  | 8,9-9,2 с                                  | 7,8-8,2 с                                  | 7,6-8,2 с                                  | 7,9-8,3 с                       | 6,9 с                          | 6,4 с                          | 5,5 с                          | 4,8 с                          |
| Максимальная скорость:            | 200-203 км/ч                               | 204 км/ч                                   | 212 км/ч                                   | 217 км/ч                                   | 209 км/ч                        | 230 км/ч                       | 233 км/ч                       | 250 км/ч                       | 250 км/ч                       |
| Средний расход топлива на 100 км: | 5,9-6,2 бензин Аи-95                       | 5,5-5,8 бензин Аи-95                       | 7,3-7,7 бензин Аи-95                       | 6,4-6,8 бензин Аи-95                       | 8,0 бензин марки сuper          | 7,7 бензин Аи-95               | 6,6 бензин Аи-95               | 8,8 бензин Аи-98               | 8,4 бензи Аи-98                |
| Выбросы CO2:                      | 137-145 г/км                               | 127-134 г/км                               | 174-179 г/км                               | 146-154 г/км                               | —                               | 179 г/км                       | 152 г/км                       | 206 г/км                       | 198 г/км                       |
| Класс токсичности:                | Euro 6                                     | Euro 6                                     | Euro 5                                     | Euro 6                                     | —                               | Euro 5                         | Euro 6                         | Euro 5                         | Euro 6                         |

1 для Канады и США
|                                   | 2.0 TDI                                                           | 2.0 TDI                                                           | 2.0 TDI ultra                                                     | 2.0 TDI                                                           | 2.0 TDI                                                           | 2.0 TDI                                                           |
| --------------------------------- | ----------------------------------------------------------------- | ----------------------------------------------------------------- | ----------------------------------------------------------------- | ----------------------------------------------------------------- | ----------------------------------------------------------------- | ----------------------------------------------------------------- |
| Период установки:                 | с 01/2015                                                         | 06/2011-11/2014                                                   | с 11/2014                                                         | с 11/2014                                                         | 06/2011-11/2014                                                   | с 11/2014                                                         |
| Код двигателя:                    |                                                                   | CFFB                                                              | CUVB                                                              | CUVC                                                              | CLLB                                                              | CUWA                                                              |
| Тип двигателя:                    | Серийный тип, впрыск с общей топливной рампой, с сажевым фильтром | Серийный тип, впрыск с общей топливной рампой, с сажевым фильтром | Серийный тип, впрыск с общей топливной рампой, с сажевым фильтром | Серийный тип, впрыск с общей топливной рампой, с сажевым фильтром | Серийный тип, впрыск с общей топливной рампой, с сажевым фильтром | Серийный тип, впрыск с общей топливной рампой, с сажевым фильтром |
| Тип надува:                       | Турбокомпрессор                                                   | Турбокомпрессор                                                   | Турбокомпрессор                                                   | Турбокомпрессор                                                   | Турбокомпрессор                                                   | Турбокомпрессор                                                   |
| Цилиндры/Клапаны:                 | 4/16                                                              | 4/16                                                              | 4/16                                                              | 4/16                                                              | 4/16                                                              | 4/16                                                              |
| Объем двигателя:                  | 1968 см³                                                          | 1968 см³                                                          | 1968 см³                                                          | 1968 см³                                                          | 1968 см³                                                          | 1968 см³                                                          |
| Максимальная мощность:            | 88 кВт (120 л. с.) / 3250-4500                                    | 103 кВт (140 л. с.) / 4200                                        | 110 кВт (150 л. с.) / 3500-4000                                   | 110 кВт (150 л. с.) / 3500-4000                                   | 130 кВт (177 л. с.) / 4200                                        | 135 кВт (184 л. с.) / 3500-4000                                   |
| Максимальный крутящий момент:     | 290 Нм / 1500-2750                                                | 320 Нм / 1750-2500                                                | 340 Нм / 1750-2800                                                | 340 Нм / 1750-2800                                                | 380 Нм / 1750-2500                                                | 380 Нм / 1800-3250                                                |
| Тип привода, стандартно:          | передний привод                                                   | передний привод                                                   | передний привод                                                   | передний привод                                                   | передний привод                                                   | передний привод                                                   |
| Тип привода, опционально:         | —                                                                 | полный привод                                                     | —                                                                 | полный привод                                                     | полный привод                                                     | полный привод                                                     |
| Тип трансмиссии, стандартно:      | 6-ступенчатая механическая коробка передач                        | 6-ступенчатая механическая коробка передач                        | 6-ступенчатая механическая коробка передач                        | 6-ступенчатая механическая коробка передач                        | 6-ступенчатая механическая коробка передач                        | 6-ступенчатая механическая коробка передач                        |
| Тип трансмиссии, опционально:     | —                                                                 | 7-ступенчатая S Tronic                                            | —                                                                 | 7-ступенчатая S Tronic                                            | 7-ступенчатая S Tronic                                            | 7-ступенчатая S Tronic                                            |
| Масса:                            | 1560 кг                                                           | 1520-1645 кг                                                      | 1560 кг                                                           | 1560-1680 кг                                                      | 1565-1660 кг                                                      | 1595-1700 кг                                                      |
| Грузоподъемность:                 | 600 кг                                                            | 585-600 кг                                                        | 600 кг                                                            | 600 кг                                                            | 585-600 кг                                                        | 600 кг                                                            |
| Масса прицепа:                    | 1800 кг                                                           | 1800-2000 кг                                                      | 1800 кг                                                           | 1800-2000 кг                                                      | 2000 кг                                                           | 2000 кг                                                           |
| Время разгона, 0-100 км/ч:        | 10,9 с                                                            | 9,9 с                                                             | 9,6 с                                                             | 9,3-9,6 с                                                         | 8,1-8,3 с                                                         | 7,9-8,2 с                                                         |
| Максимальная скорость:            | 190 км/ч                                                          | 197-202 км/ч                                                      | 204 км/ч                                                          | 204 км/ч                                                          | 212-218 км/ч                                                      | 219 км/ч                                                          |
| Средний расход топлива на 100 км: | 4,6 дизельное топливо                                             | 5,2-5,8 дизельное топливо                                         | 4,4 дизельное топливо                                             | 4,6-5,1 дизельное топливо                                         | 5,5-5,9 дизельное топливо                                         | 5,1-4,9 дизельное топливо                                         |
| Выбросы CO2:                      | 121 г/км                                                          | 137-152 г/км                                                      | 114 г/км                                                          | 119-132 г/км                                                      | 144-156 г/км                                                      | 129-137 г/км                                                      |
| Класс токсичности:                | Euro 6                                                            | Euro 5                                                            | Euro 6                                                            | Euro 6                                                            | Euro 5                                                            | Euro 6                                                            |

## Второе поколение
Audi Q3 второго поколения построенный на платформе MQB был официально представлен 25 июля 2018 года. На гоночной трассе Нюрбургринг проходит испытания спортивная версия которая получит название SQ3, позже появится еще более мощная версия RS Q3. Кроссовер Audi Q3 снабдили массивной радиаторной решёткой с вертикальными элементами, а в версии S-line — ещё и внушительными воздухозаборниками в бампере.
- Q3 2019
- Q3 2019 (вид сзади)
- RS Q3 2019
- RS Q3 2019
- Q3 Sportback 2019
- Q3 Sportback 2019
- RS Q3 Sportback 2019

## Audi Q3 в России
| Год  | Продано Audi Q3, шт. |
| ---- | -------------------- |
| 2015 | 4219                 |
| 2016 | 2510                 |
| 2017 | 1955                 |
| 2018 | 1673                 |
| 2019 | 551                  |
| 2020 | 1045                 |

## Безопасность
Автомобиль прошел тест Euro NCAP в 2018 году:
| Euro NCAP                                                 | Euro NCAP | Euro NCAP | Euro NCAP             |
| --------------------------------------------------------- | --------- | --------- | --------------------- |
| · общий рейтинг                                           |           |           |                       |
| 95%                                                       | 86%       | 76%       | 85%                   |
| взрослый пассажир                                         | ребёнок   | пешеход   | активная безопасность |
| Протестированная модель: Audi Q3 2.0 TDI, 4x4, LHD (2018) |           |           |                       |